# Laurent Jans
Laurent Jans (Cidade de Luxemburgo, 5 de agosto de 1992) é um futebolista luxemburguês que atua como lateral-direito. Atualmente joga pelo Waldhof Mannheim e pela Seleção Luxemburguesa.

## Carreira
Entre 2011 e 2015, defendeu o Fola Esch em sua única experiência no futebol luxemburguês. Teve ainda uma passagem destacada pelo Waasland-Beveren (Bélgica) durante 3 temporadas (101 jogos e 2 gols), e passou ainda um período de testes no Dundee FC em 2014, mas não foi contratado pela equipe escocesa.
Entre 2018 e 2020, defendeu o Metz em apenas 16 partidas oficiais (9 pela Ligue 2), sendo emprestado ao Paderborn (Alemanha) na temporada seguinte. Ele ainda vestiu as camisas de Standard de Liège e Sparta Rotterdam antes de regressar ao futebol alemão em agosto de 2022, tendo assinado com o Waldhof Mannheim.

## Seleção Luxemburguesa
Tendo passado pelas equipes de base de Luxemburgo, Jans fez sua estreia na seleção principal em outubro de 2012, na derrota por 3 a 0 para Israel pelas eliminatórias da Copa de 2014. Seu primeiro (e até agora) único gol foi no empate por 3 a 3 com Madagascar, em 2019. É um dos recordistas em jogos disputados pelos D'Roud Léiwen, com 88 partidas disputadas

## Títulos
Fola Esch
- Campeonato Luxemburguês: 2012–13, 2014–15[carece de fontes?]

Metz
- Ligue 2: 2018–19

### Individuais
- Futebolista Luxemburguês do Ano: 2015[6]